# Corona radiada (sol)

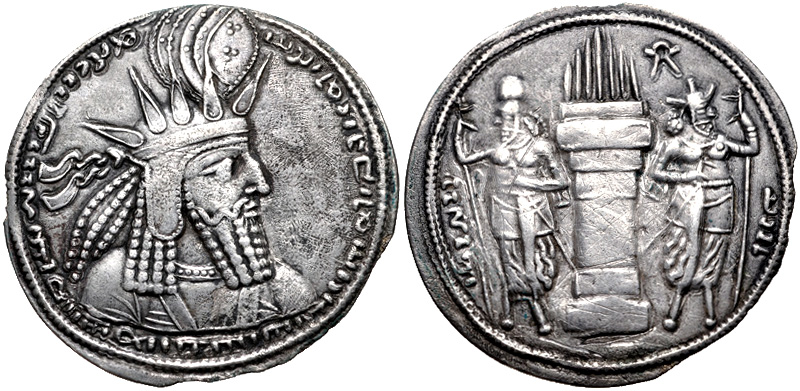
Moneda de Bahram I del Imperio sasánida (finales del, ceca de Ctesifonte).

Una corona radiada, corona radiante o, también conocida como corona solar, corona del sol, corona oriental o corona de tirano, es una corona, diadema u otro tipo de tocado que simboliza al sol o, más generalmente, poderes asociados con el sol.
Usualmente, se compone de una serie de bandas estrechas que salen de la cabeza del portador para representar los rayos del sol. Pueden representarse planos, en el mismo plano que el anillo de la corona, o elevándose en ángulo recto con respecto a él.
Se ha utilizado desde la antigüedad como, entre otros, en el caso del Antiguo Egipto, en la civilización grecorromana o, en tiempos modernos, con la corona que portan diferentes representaciones de la Libertad, como el caso de la famosa Estatua de la Libertad en Nueva York.

## Antiguo Egipto
En la iconografía del Antiguo Egipto, la corona solar se representa como un disco enmarcado por los cuernos de un carnero o una vaca. La llevan deidades como Horus en su forma solar o de cabeza de halcón, Hathor e Isis. También pueden llevarla los faraones.
En el Egipto ptolemaico, la corona solar también podía ser en forma de diadema radiada, modelada según el tipo usado por Alejandro Magno (identificado con el dios solar Helios) en el arte de mediados del siglo II en adelante. Tal vez influyera el contacto con el Imperio shunga, y en la gran estupa de Bharhut se representa un ejemplo grecobactriano. El primer gobernante egipcio que lució esta versión de corona solar fue Ptolomeo III Euergetes (246-222 a. C.).
|                                                                         |
| Amón-Ra, con una alta corona de plumas y un disco solar (715-664 a. C.) |

|                                                             |
| Égida egipcia de Isis llevando corona solar (664–343 a. C.) |

|                                                                                                   |
| Moneda de Ptolomeo IV Filopátor, que representa a su padre divinizado Ptolomeo III (m. 222 a. C.) |

## Corona solar de Helios
|                                                                       |
| Helios en su carro, principios del siglo IV , Templo de Atenea, Ilión |

|                                                     |
| Moneda de Alejandro I, rey de Epiro (333-330 a. C.) |

|                                                |
| Helios con la clámide (Trípoli, siglo I a. C.) |

|                                                                                     |
| Helios en un clípeo, detalle de un sarcófago romano, principios del siglo III a. C. |

## Imperio romano

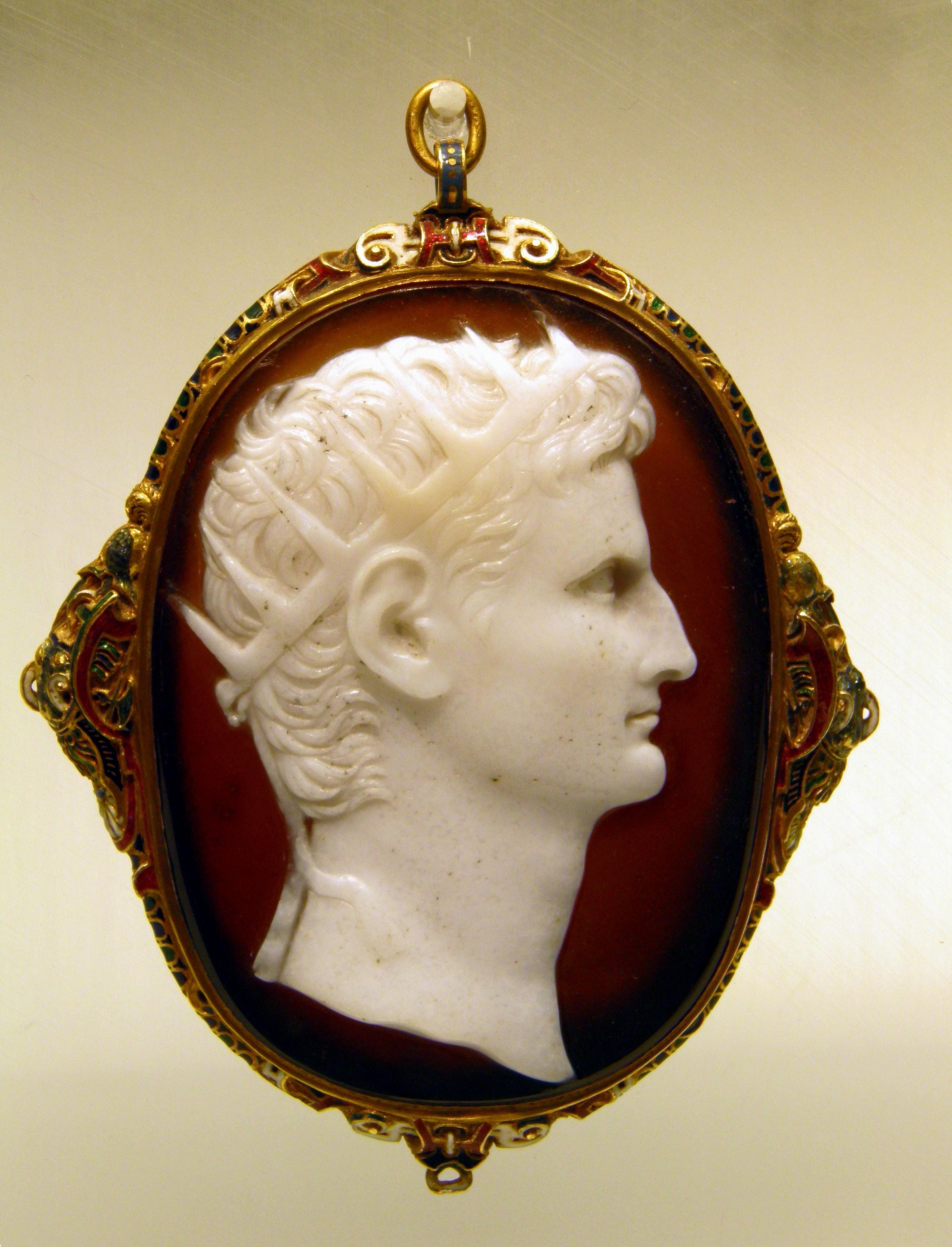
Camafeo de Augusto con la corona radiada. Museo romano-germánico de Colonia.

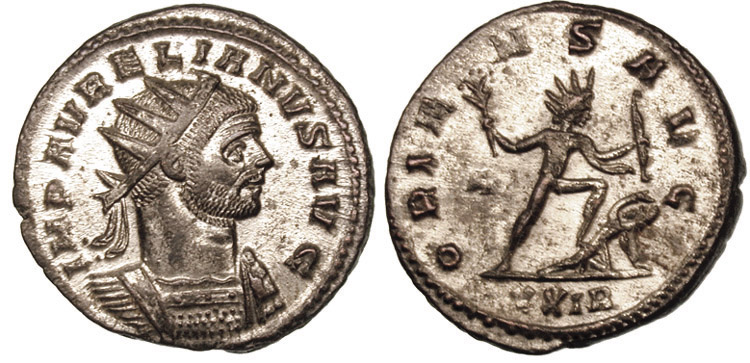
Moneda del emperador romano Aureliano, 274-275: Aureliano y Sol Invictus llevan una corona radiada.

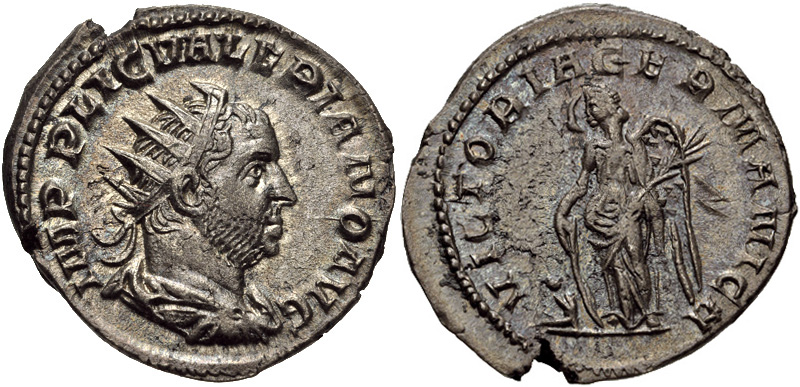
Antoniniano de Valeriano. Anv: IMP P LIC VALERIANO AVG, cabeza con corona radiada, lleva coraza. Rev: VICTORIA GERMANICA, diosa Victoria, de pie sosteniendo un escudo y una palma.

La corona radiada fue utilizada por los emperadores romanos. Su forma recuerda a los rayos del sol, sobre todo en relación con el culto a Sol Invictus, influenciados también por las representaciones radiadas de Alejandro. como aparece a menudo en las acuñaciones de la época. Aunque Augusto ya aparecía representado en algunos camafeos con una corona de este tipo, también lleva una corona radiada en una moneda póstuma emitida tras su deificación. 
Luego la encontramos atestiguada con Calígula, Nerón (al menos en una moneda en vida), Trajano, Marco Aurelio y otros. Se alternaba con la corona de laurel (utilizada sobre todo en época republicana).
Sin embargo, no fue hasta el siglo III cuando se hizo común, y a veces habitual, en las monedas, principalmente durante el periodo de anarquía militar, quizá por su significado militar, simbólico y más tarde religioso (atribuida al Sol). En la acuñación de la época la encontramos en los antoninianos, tras la reforma de Diocleciano del 305 sólo en doble follis.  
La corona radiada tuvo mucho éxito sobre todo bajo Galieno, que, al menos, llevaba una corona real en público, Claudio el Gótico y Aureliano, que entre otras cosas quiso llevar el culto al Sol a Roma construyendo un suntuoso templo.
Hasta Diocleciano, la corona radiada sigue presente en la acuñación de monedas; tras la tetrarquía, los testimonios disminuyen. Con Constantino, en el siglo IV, parece haber caído gradualmente en desuso en favor de la diadema de gemas, nuevo símbolo de la realeza que perdurará hasta finales del siglo V, sustituida en Oriente por una corona diademada con colgantes. En el caso de la corona solar que llevaba Constantino, el primer emperador que se convirtió al cristianismo, fue reinterpretada como representación de los "Santos Clavos".

## Uso posterior
A partir del Renacimiento, el antiguo Coloso de Rodas, que era una estatua de Helios, se representó a menudo con una corona radiada, aunque se desconoce el aspecto real de la estatua original. La corona radiada se asoció con la personificación de la Libertad, normalmente en forma de disco circular con rayos en distintas direcciones. Laa primeras apariciones de la Libertad en esta forma pueden ser en el Gran sello de Francia de 1848 y bajo las posteriores repúblicas francesas. Sin embargo, es más conocida por la Estatua de la Libertad, en Nueva York, (formalmente, Liberty Enlightening the World), un regalo de Francia a los Estados Unidos.
|                                                                    |
| Traje de ballet de Luis XIV de Francia, en el papel de Apolo, 1653 |

|                                                   |
| Gran sello de Francia con la corona radiada, 1848 |

|                                            |
| Detalle de la Estatua de la Libertad, 1886 |